# Martine Mauléon
Pour les articles homonymes, voir Mauléon.
Martine Mauléon, née le 2 octobre 1955 et morte le 16 décembre 2003, est une journaliste française spécialisée dans le domaine de l'emploi.
Elle est notamment connue du public français pour avoir animé différentes émissions liées à l'emploi sur Canal+, et pour avoir fondé la chaîne câblée « Demain! », orientée vers l'aide à la recherche d'emplois et à la réinsertion.

## Biographie
Après avoir étudié les lettres à Bordeaux à la fin des années 1970, Martine Mauléon vit à ses débuts de petits métiers. Selon la journaliste Thérèse-Marie Deffontaines dans le quotidien français Le Monde, « déjà dans son premier emploi [...] en Dordogne se manifestait le besoin de faire des choses avec les autres, les gens d'à côté ». Avec des amis, elle fonde un centre de formation à la carte menant à des créations d'activité.
En 1983, elle part s'installer à Paris, et travaille à la radio sur France Inter dans l'émission Contact de Jacques Pradel dans laquelle elle s'occupe des initiatives, de l'emploi et de la formation. De 1985 à 1989, elle anime à la télévision l'émission La Vie à Vif sur la chaîne Antenne 2 et réalise plusieurs documentaires.
C'est en 1988 qu'elle entre à Canal+, où tout d'abord elle fait ses premières armes dans l'émission quotidienne de Michel Denisot, Demain. Elle participe très vite à l'émission de Jean-Luc Delarue, La Grande Famille, en clair et en mi-journée, dans laquelle elle développe un volet consacré à l'emploi et SOS Campagne, chaque vendredi, qui permettait à des maires de communes rurales de présenter, dans le but de les reprendre, divers commerces, épicerie multi-service, bar, hôtel-restaurant, moulin, garage, papeterie-journaux-tabac, en général le dernier commerce de sa catégorie dans la commune,. À partir de 1993, elle présente tous les jours, du lundi au vendredi, Le Journal de l'emploi, diffusé en clair à 7 h 25 et 13 h 40.
En 1996 et 1997, elle lance deux grandes opérations de la chaîne cryptée : « La Semaine s'en Sortir » et « La Semaine Travailler Autrement », la première étant une semaine pendant laquelle toute l'antenne de Canal+ se mobilisait autour des plus démunis, la deuxième étant une semaine durant laquelle la chaîne s'investissait dans une réflexion sur la place du travail dans notre société. 
Son travail aboutit, en septembre 1997, à la création de Demain!, une des chaînes thématiques du bouquet CanalSatellite, la première et seule chaîne en Europe dédiée à l'emploi, la formation, l'entreprise, et au développement local et durable. Elle en reste la directrice jusqu'en juillet 2002.
Martine Mauléon meurt d'un cancer le 16 décembre 2003 à Brive-la-Gaillarde, en Corrèze. Elle était âgée de 48 ans.
Dans son autobiographie, Jean-Pierre Coffe la décrit comme ayant assuré « une rubrique sur l'emploi avec ferveur, un acharnement et une passion admirables, elle sera la seule dans l'univers télévisuel à incarner le combat pour sauver des chômeurs »